# José Miguel Carrillo de Albornoz

Escudo de Nicolás de Ovando, ancestro de José Miguel.

José Miguel Carrillo de Albornoz y Muñoz de San Pedro (* Cáceres, 11 de febrero de 1959) es un escritor y abogado español, III Vizconde de Torre Hidalgo.

## Biografía
José Miguel Carrillo de Albornoz y Muñoz de San Pedro es licenciado en Derecho, escritor con veinte libros publicados, especializado en novela histórica, se le considera de los mejores divulgadores históricos, siendo su último libro una novela contemporánea. Actualmente es director comercial de Fernando Duran Subastas de Arte, desde 2016. Fue anteriormente Senior Consultant de Colnaghi, comisario de exposiciones, asesor de inversiones en arte. Colabora con varias galerías y distintos medios de comunicación.
Fue finalista del I Premio Algaba por su biografía del Emperador Moctezuma II.
Hijo de don José Carrillo de Albornoz y Montijano (1917-1981), presidente de la Cámara Hispano Árabe de Comercio, Industria y Agricultura, Coronel del Ejército de Tierra, poseedor de numerosas condecoraciones nacionales y extranjeras. Es de una familia muy antigua y de sangre real, siendo descendiente de San Luis, rey de Francia y de Alfonso X el Sabio.
Pertenece por línea paterna a la casa de los marqueses de Senda Blanca (su tatarabuelo era don Rafael Carrillo de Albornoz y Gutiérrez de Salamanca, Brigadier General de la Armada y Caballero de Alcántara, fue el primer titular de dicha merced), y está enlazado con las casas de los Marqueses de Villaseca, Condes de Villanueva de Cárdenas, etc. (otro tatarabuelo), de los condes y duques de Montemar y de modo más lejano con la casa ducal de Medinaceli y la de los Colón, duques de Veragua.
Hijo de doña Blanca Muñoz de San Pedro y Flores de Lizaur (02/11/1927-14/2/2011), Vizcondesa de Torre Hidalgo, hija segunda del erudito escritor extremeño, Miguel Muñoz de San Pedro e Higuero, Conde de Canilleros y de San Miguel, Vizconde de Torre Hidalgo y Barón de Campo de Águilas (1900-1972), correspondiente de las Reales Academias de la Real Academia de la Historia y de la Lengua por Extremadura, autor de numerosos libros entre los que destacan Extremadura, la tierra donde nacían los dioses, publicado por Espasa Calpe y la biografía de Diego García de Paredes, también publicada por la misma editora a principios de la década de 1950. Fundador, con José María Pemán, Camilo José Cela, José María de Cossío y otros intelectuales relevantes de su tiempo, de la tertulia del Café Lyon. Fue gran amigo del erudito Antonio Rodríguez Moñino, quien llevó a cabo la clasificación sistemática del archivo condal en la ciudad de Cáceres, en el palacio de Ovando que era su residencia cacereña.
Es descendiente por parte de su madre de Moctezuma II, último emperador azteca, y de don Hernando de Ovando, hermano de don Nicolás de Ovando, primer gobernador de Las Indias. Hijo primogénito de los vizcondes de Torre Hidalgo, es titular actual de dicha dignidad. Asimismo es propietario del castillo de Las Seguras en Cáceres, que pertenece a su familia desde hace casi setecientos años y que fue un viejo señorío feudal que pasaría a ser jurisdiccional a favor de don Cosme de Ovando, en tiempos de Carlos I de España.

## Obras
- Memorias de Doña Isabel de Moctezuma
- Los hijos de Isabel de Moctezuma
- Carlos V, el emperador predestinado
- Carlos V, la espada de Dios
- Diario de un viaje iniciático por los misterios de México
- La reina triste
- Relatos mágicos y leyendas de México
- El comendador de Alcántara, renombrada posteriormente como El gobernador de Indias
- Yo, Juana La Beltraneja, la reina traicionada
- Moctezuma, el semidiós destronado
- Jaque a la reina blanca
- El manuscrito secreto
- Muera Napoleón
- Las hemorroides de Napoleón y otras 499 anécdotas que cambiaron (o no) la historia.[7]
- El oro del cielo
- Duquesas. Un poker de damas en la España del Siglo XX. Medinaceli, Alba, Medina Sidonia y Arcos.
- El sueño de Alex. Suma de Letras. Novela contemporánea

## Colaboraciones
- Entender de Arte y Antigüedades: Guía Práctica del Coleccionista, con la princesa Beatriz de Orleans. Belacqua de Ediciones, Barcelona, 2004. (ISBN 84-95894-93-9).
- Regina y el movimiento del 68. 30 años después, con otros autores, cuyos derechos se entregaron a una fundación para paliar las necesidades de los niños de la calle en México.
- Llevó la sección de arte de la revista Luna y Sol hasta 2012.
- Llevó la sección de arte de la revista de Antiguos Alumnos del CEU Universidad de San Pablo hasta 2011.
- Colabora con la galería Edward Tyler Nahen en Arco, desde 2006.
- Ha escrito artículos de tipo histórico en diversos periódicos y revistas.
- Ha realizado entrevistas a personajes como el pintor Alwin van der Linde, holandés, afincado en España desde hace diez años; la periodista y escritora Isabel San Sebastián; el diputado y escritor Gustavo de Arístegui; la archiduquesa Catalina de Habsburgo-Lorena, también escritora; el marqués de Griñón; el marqués de Vargas; Roberto Verino o el cantante Juan Losada, etc.

## Distinciones honoríficas
- Caballero de la Orden del Águila de Georgia.